# NGC 2019
NGC 2019 ist ein Kugelsternhaufen in der Großen Magellanschen Wolke im Sternbild Tafelberg. Der Sternhaufen wurde am 24. September 1826 von dem Astronomen James Dunlop entdeckt. Die Entdeckung wurde später im New General Catalogue verzeichnet.